# 3270 Dudley
3270 Dudley è un asteroide areosecante. Scoperto nel 1982, presenta un'orbita caratterizzata da un semiasse maggiore pari a 2,1490136 UA e da un'eccentricità di 0,3303750, inclinata di 27,63851° rispetto all'eclittica.